# سه‌گانه وادل
سه‌گانهٔ وادل (انگلیسی: Waddell's triad) یک الگوی آسیب‌دیدگی در کودکان عابر پیاده است که با وسایل نقلیه موتوری تصادف می‌کنند. این علامت سه‌گانه شامل:
- شکستگی تنهٔ استخوان ران (فِـمور)
- ترومای قفسه سینه یا ترومای شکم
- ترومای سر در طرف مقابل ضربه

مکانیسم آسیب، ضربهٔ شدید اولیه است که باعث آسیب به استخوان ران در همان طرف (آسیب ناشی از سپر خودرو) و آسیب به نیم‌تنه در همان طرف (ناشی از گلگیر یا کاپوت) می‌شود و به دنبال آن، کودک پرتاب می‌شود و سرش به زمین یا جسم دیگری می‌خورد و در نتیجه آسیب‌دیدگی در طرف مقابل سر رخ می‌دهد. در کشورهایی که ماشین‌ها در سمت راست حرکت می‌کنند، عابران پیاده به سمت چپ برخورد می‌کنند که باعث شکستگی استخوان ران چپ، صدمات به قفسه سینه یا طحال چپ و آسیب‌های سر در طرف راست می‌شود.
اگرچه این الگوی آسیب ممکن است رایج و فراگیر نباشد، اما برای تأکید بر این نکته استفاده می‌شود که نباید فرض کرد کودکانی که درگیر تصادفات و سوانح شدید هستند، آسیب‌های مجزا یا منفرد دارند.